# Mariestad (đô thị)
Đô thị Mariestad (Mariestads kommun) là một đô thị ở hạt Västra Götaland ở phía tây Thụy Điển. Thủ phủ là thành phố Mariestad.
Đô thị hiện tại đã được lập năm 1971, khi thành phố Mariestad được hợp nhất với 4 đô thị nông nghiệp xung quanh.
Đô thị Mariestad tọa lạc bên hồ Vänern.